# Мобіл (затока)
30°26′34″ пн. ш. 88°00′33″ зх. д. / 30.442777777778° пн. ш. 88.009166666667° зх. д.
Затока Мобіл  або Бухта Мобіл (ісп. La bahía del Mobile, англ. Mobile Bay) - внутрішня затока Мексиканської затоки, знаходиться на території штату Алабама, США. Вхід у затоку обмежений зі сходу Фортом Морган, розташованим на самому краю морського виступу, а із заходу островом Дофін-Айленд, який є одним із бар'єрних островів Мексиканської затоки. У північній частині затоки знаходиться гирло річки Мобіл та її притоки Тенсо, крім них у затоку впадає ще кілька невеликих річок. Затока Мобіл є четвертою за розмірами естуарієм на території США з водотоннажністю близько 1800 м³ в секунду.
Площа затоки складає 1070 км. Ширина затоки 39 км, довжина 50 км. Середня глибина близько 3 метрів, проте глибокі бухти, які розташовані в межах судноплавної частини каналу, мають глибину до 23 метрів. Каналом проходить південна частина Берегового каналу.

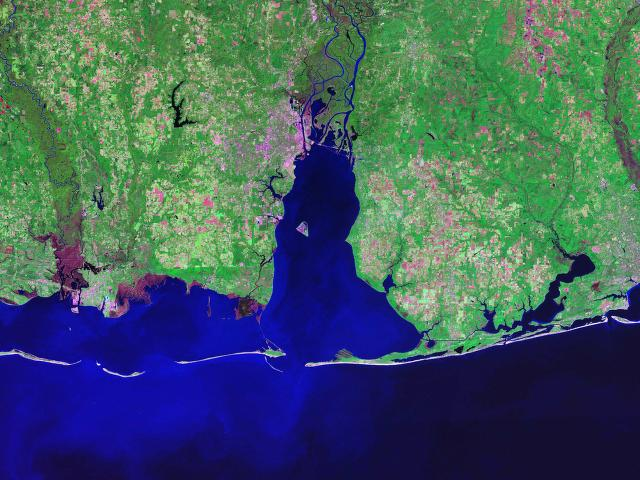

Затока була відкрита іспанцями на початку XVI століття, більш докладно була вивчена в 1516 експедицією Дієго де Міруело і в 1519 експедицією під керівництвом Альвареса де Пінеда. Перша спроба створення колонії на березі затоки була зроблена в 1559 конкістадором Трістаном де Луна-і-Арельяно і була невдалою. Перше велике поселення Форт Луї де ля Мобіль (нині місто Мобіл) було створено у районі затоки у 1702 році французами. 5 серпня 1864 року під час Громадянської війни у США затока стала місцем дії битви у затоці Мобіл.
Найбільшими поселеннями на берегах затоки є міста Мобіл, Спаніш Форт, Дафні.